# Cristian Morales Pérez
Cristian Nicolás Morales Pérez (Coltauco, Región de O'Higgins, 2 de noviembre de 2006) es un futbolista chileno que juega como defensa central en O'Higgins de Primera División de Chile.

## Trayectoria

### O'Higgins
Cristian es oriundo de la comuna de Coltauco, llegó al club celeste el año 2021 luego de pasar exitosamente por las pruebas masivas del club rancagüino.
El segundo semestre 2024, Morales es ascendido al primer equipo bajo las órdenes del técnico Víctor Fuentes esto debido a la lesión de Cristóbal Castillo. Debutó en el fútbol profesional el 25 de septiembre de 2024 en un partido contra Unión Española en el Estadio Santa Laura por la duodécima quinta fecha del Campeonato Nacional 2024 ingresando en el minuto 81' por Diego Buonanotte. El partido finalizaría 0-1 en favor del club celeste.
Morales convirtió su primer gol en el fútbol profesional a sus 18 años, dándole el triunfo 1-0 a O'Higgins con un gran cabezazo en la fecha 8 del Campeonato Nacional 2025 ante Palestino en el Estadio Jorge Silva Valenzuela de San Fernando.

### Selecciones menores
Fue parte de la Selección de fútbol sub-17 de Chile que jugó el Campeonato Sudamericano de Fútbol Sub-17 de 2023 bajo las órdenes del técnico Hernán Caputto.

#### Participaciones en Sudamericanos
| Competencia                 | Sede    | Resultado    | PJ | Goles |
| --------------------------- | ------- | ------------ | -- | ----- |
| Sudamericano Sub-17 de 2023 | Ecuador | Primera fase | 6  | 0     |

## Clubes
| Club                                        | Div.          | Temporada     | Liga  | Liga  | Copas Nacionales | Copas Nacionales | Torneos Internacionales | Torneos Internacionales | Total(3) | Total(3) |
| Club                                        | Div.          | Temporada     | Part. | Goles | Part.            | Goles            | Part.                   | Goles                   | Part.    | Goles    |
| ------------------------------------------- | ------------- | ------------- | ----- | ----- | ---------------- | ---------------- | ----------------------- | ----------------------- | -------- | -------- |
| O'Higgins · Chile                           | 1.ª           | 2024          | 1     | 0     | 0                | 0                | 0                       | 0                       | 1        | 0        |
| O'Higgins · Chile                           | Total club    | Total club    | 1     | 0     | 0                | 0                | 0                       | 0                       | 1        | 0        |
| Total carrera                               | Total carrera | Total carrera | 1     | 0     | 0                | 0                | 0                       | 0                       | 1        | 0        |
| (3) No incluye goles en partidos amistosos. |               |               |       |       |                  |                  |                         |                         |          |          |